# Тауфік Абу аль-Гуда
Тауфік Абуль аль-Гуда (араб. توفيق ابو الهدى; 1894 — 1 липня 1956) — йорданський політик, чотири рази очолював уряд спочатку емірату Зайордання, а потім і королівства Йорданії.
Покінчив життя самогубством, повісившись у ванній кімнаті власного будинку.